# Ade Alleyne-Forte
Ade Alleyne-Forte (Trinidad y Tobago, 11 de octubre de 1988) es un atleta trinitense, especializado en la prueba de 4x400 m en la que llegó a ser medallsita de bronce olímpico en 2012.

## Carrera deportiva
En los JJ. OO. de Londres 2012 ganó la medalla de bronce en los relevos 4x400 metros, con un tiempo de 2:59.40 segundos, llegando a meta tras Bahamas y Estados Unidos, siendo sus compañeros de equipo: Lalonde Gordon, Jarrin Solomon y Deon Lendore.